# Grössjön (Skogs socken, Ångermanland)
Grössjön är en sjö i Kramfors kommun i Ångermanland och ingår i Nätraån-Ångermanälvens kustområde. Sjön har en area på 0,416 kvadratkilometer och ligger 54,1 meter över havet. Sjön avvattnas av vattendraget Noraån (Grössjöån).

## Delavrinningsområde
Grössjön ingår i det delavrinningsområde (698489-161256) som SMHI kallar för Utloppet av Grössjön. Medelhöjden är 118 meter över havet och ytan är 5,57 kvadratkilometer. Räknas de 6 avrinningsområdena uppströms in blir den ackumulerade arean 45,64 kvadratkilometer. Avrinningsområdets utflöde Noraån (Grössjöån) mynnar i havet. Avrinningsområdet består mestadels av skog (67 procent). Avrinningsområdet har 0,47 kvadratkilometer vattenytor vilket ger det en sjöprocent på 8,5 procent.